# Lista de automóveis da Rolls-Royce
Esta é uma lista de automóveis produzidos e comercializados sob a marca Rolls-Royce desde a fundação de sua primeira montadora em 1904 até os dias atuais. A Rolls-Royce é fruto da parceria entre os pioneiros britânicos Charles Rolls e Henry Royce no início do século XX. Desde a fusão da marca e a abertura da primeira fábrica em 1908, a Rolls-Royce tornou-se uma das principais marcas de automóveis de luxo, sendo conhecida especialmente pelo acabamento sofisticado e design imponente e refinado de seus modelos.
A Rolls-Royce experimentou um auge em sua linha de produção durante as décadas de 1950 e 1960, período no qual a marca tornou-se fortemente associada à realeza britânica e como veículo oficial de diversos outros líderes mundiais. Em 1971, a empresa foi adquirida e transformada em uma companhia de financiamento público chamada Rolls-Royce Motors, mantendo a mesma linha criativa de automóveis. Em 1998, após aquisição pelo Grupo BMW, a marca foi relançada como Rolls-Royce Motor Cars.

## Automóveis Rolls-Royce

### Rolls Royce Limited (1904-2000)
| Período   | Modelo        |
| --------- | ------------- |
| 1904-1906 | 10 hp         |
| 1905      | 15 hp         |
| 1905-1908 | 20 hp         |
| 1905-1906 | 30 hp         |
| 1905-1906 | V-8           |
| 1906-1925 | Silver Ghost  |
| 1922-1929 | Twenty        |
| 1925-1929 | Phantom I     |
| 1929-1936 | 20/25         |
| 1929-1935 | Phantom II    |
| 1936-1938 | 25/30         |
| 1936-1939 | Phantom III   |
| 1938-1939 | Wraith        |
| 1946-1949 | Silver Wraith |
| 1949-1955 | Silver Dawn   |
| 1950-1956 | Phantom IV    |
| 1955-1966 | Silver Cloud  |
| 1959-1968 | Phantom V     |
| 1965-1980 | Silver Shadow |
| 1968-1991 | Phantom VI    |
| 1971-1996 | Corniche      |
| 1980-1998 | Silver Spirit |

### Rolls-Royce Motors (1973–1998)
| Modelo        | Modelo atual | Modelo atual           | Mercado     | Descrição |
| Modelo        | Lançamento   | Atualização (facelift) | Mercado     | Descrição |
| ------------- | ------------ | ---------------------- | ----------- | --- |
| CAMARGUE      | 1975         | 1979                   | Reino Unido | Assim como o Corniche, este modelo foi produzido sobre a plataforma do Silver Shadow e apresentava carroceria da Mulliner Park Ward confeccionada pela empresa de design italiana Pininfarina sob medida. O coupé de duas portas foi o primeiro veículo Rolls-Royce de tamanho métrico e teve um total de 525 cópias produzidas. |
| SILVER SPIRIT | 1980         | 198919931995           | Reino Unido | Este modelo sedan de quatro portas e quatro lugares foi produzido sobre a plataforma do Silver Shadow, mas com uma carroceria nova que, segundo a fabricante, seria mais "moderna e elegante". O modelo original (Mark I) possui motor Rolls-Royce L410 V8 e foi desenvolvido juntamente com o concorrente Bentley Mulsanne. O veículo foi atualizado nas versões Mark II (com sistema ABS e suspensão ativa), Mark III Flying Spur, Mark III Silver Dawn e Mark IV (que recebeu um design inteiramente novo). |
| SILVER SERAPH | 1998         | 2002                   | Reino Unido | Um gran sedan de quatro portas e quatro lugares, foi o último modelo da fabricante produzido na sede da companhia em Crewe, Cheshire. Sendo também o primeiro veículo da Rolls-Royce produzido com carroceria original própria desde o Silver Shadow, lançado ao mercado mais de 30 anos antes. Foi desenvolvido em colaboração com a BMW e equipado com motor V12 de 5.4 litros. |
| CORNICHE V    | 2000         | 2002                   | Reino Unido | Modelo conversível de grande porte de duas portas e dois lugares, o Corniche é a quinta reintrodução do nome na história da fabricante e também o primeiro veículo por esta produzido na década de 2000. O modelo foi concebido como uma versão conversível do Silver Seraph e possui motor V8 de 6.75 litros. |

### Rolls-Royce Motor Cars (2003–)
| Modelo                 | Modelo atual | Modelo atual           | Mercado     | Descrição |
| Modelo                 | Lançamento   | Atualização (facelift) | Mercado     | Descrição |
| ---------------------- | ------------ | ---------------------- | ----------- | --- |
| PHANTOM VII            | 2003         | 20082016               | Reino Unido | O Phantom marcou o início de uma nova era de produção da companhia e o retorno do famoso modelo de Motor V12. Foi o primeiro modelo da Rolls-Royce fabricado após a aquisição da marca pela BMW. O carro foi produzido na sede da companhia em Goodwood. |
| PHANTOM Drophead Coupé | 2007         | —                      | Reino Unido | Veículo conversível de duas portas e quatro assentos baseado no modelo Phantom VII. |
| PHANTOM Coupé          | 2008         | 2016                   | Reino Unido | Veículo coupé de duas portas e quatro assentos baseado no modelo Phantom VII. |
| GHOST                  | 2010         | 20142020               | Reino Unido | Novo veículo com a mesma nomenclatura de modelo anterior equipado com Motor V12 com um volume de trabalho de 6,6 litros e uma potência de 563 cv. O veículo possui aceleração máxima de 96,5 km/h em 4,8 segundos e registra velocidade máxima de 250 km/h. Foram produzidos os modelos variantes Ghost Series II (2014) e Ghost Black Badge (2021). |
| WRAITH                 | 2013         | 2016                   | Reino Unido | Veículo em formato fastback com motor Motor V12 de 624 cv de potência, sendo este o motor mais competente já instalado em um carro da marca. O modelo possui aceleração máxima de 100 km/h em 4,6 segundos e foi produzido nas versões Wraith Black Badge (2016), Wraith Landspeed (2021) e Wraith Kryptos (2022). |
| DAWN                   | 2015         | 2016                   | Reino Unido | Veículo conversível de duas portas e dois lugares cujo 80% de sua carroceria corresponde a novos componentes. O modelo é equipado com Motor V12 de 563 cv de potência. Foi produzido também na versão Dawn Black Badge (2016). |
| SWEPTAIL               | 2017         | —                      | Reino Unido | Um gran sedan de duas portas e dois assentos cuja carroceria é baseada no modelo Phantom VII Coupé. O modelo é equipado com motor motor V12 com volume de trabalho de 6,7 litros e potência de 453 cv. Produzido sob encomenda específica, o modelo possui grade frontal retangular e faróis frontais esféricos. O teto solar em formato de V permite uma visão traseira panorâmica e entrada de luz natural no salão.                                                                    |
| PHANTOM VIII           | 2017         | 2022                   | Reino Unido | Phantom Series II (2002) |
| CULLINAN               | 2018         | 2021                   | Reino Unido | O primeiro modelo SUV produzido pela Rolls-Royce, a plataforma do Cullinan é produzida com a tecnologia de malha espacial Aluminium Spaceframe (ASF) com uma estrutura integrada, sendo a mesma que serviu de base ao Phantom. O modelo possui motor N74 de 12 cilindros (V12) potência de 571 cv e excede 5 metros de comprimento. Possui a versão Black Badge Cullinan (2021). |
| BOAT TAIL              | 2021         | 2022                   | Reino Unido | Um coupé conversível de dois assentos e duas portas com design externo inspirado no universo cultural de lanchas das décadas de 1920 e 1930. O Boat Tail é um modelo gran turismo com acabamento traseiro em madeira e aço escovado produzido com a mesma plataforma do Phantom. O modelo possui grade dianteira em aço escovado e faróis esféricos similares ao modelo Sweptail, com faróis de milha imediatamente abaixo da linha do capô. O modelo possui motor BMW N74 V12 de 563 cv. |
| SPECTRE                | 2023         | —                      | Reino Unido | |